# Komputerowa gra ekonomiczna

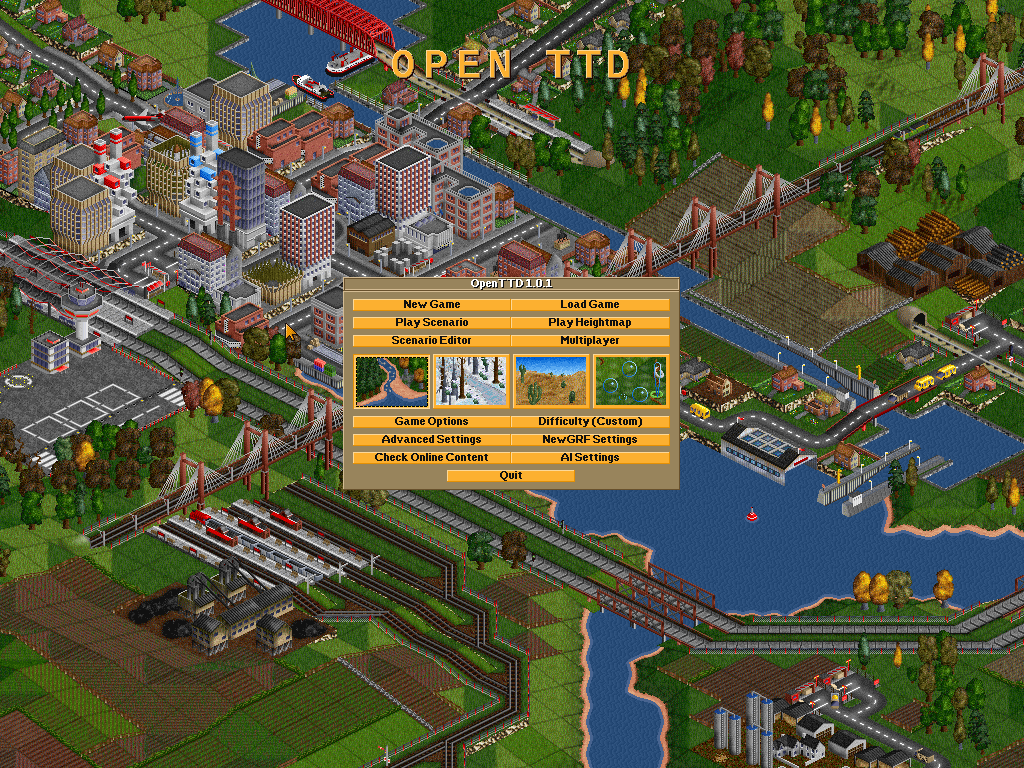
Zrzut ekranowy przykładowej gry ekonomicznej – OpenTTD

Komputerowa gra ekonomiczna – gra strategiczna, w której czynnik ekonomiczny jest równie ważny lub ważniejszy od czynnika bitewnego; często nawet niezawierająca żadnych elementów militarnych.